# Andrei Konstantinovich Geim
Andrei Konstantinovich Geim, tiếng Nga: Андрей Константинович Гейм (21/10/1958) là một nhà nhà khoa học người Nga gốc Đức. Ông có cả quốc tịch Hà Lan và Anh Quốc, hiện đang sinh sống tại Anh. Năm 2010, ông cùng Konstantin Sergeevich Novoselov tại đại học Manchester đã được trao Giải Nobel Vật lý cho những thí nghiệm đột phá trong vật liệu hai chiều graphen. Ông cũng là Viện sĩ của Hiệp hội hoàng gia London từ năm 2007

## Tiểu sử
Andre Geim sinh năm 1958 tại Sochi, trong một gia đình kỹ sư gốc Đức . Cha ông, Konstantin Alekseyevich Geim (sinh năm 1910), từ năm 1964 là kỹ sư trưởng của nhà máy điện tử chân không Nalchik; mẹ, Nina Nikolayevna Bayer (sinh năm 1927), đã từng là kỹ sư công nghệ trưởng của Phòng công nghệ-thiết kế đặc biệt cũng tại chính nhà máy này. Năm 1975 ông tốt nghiệp loại ưu (xuất sắc) trường trung học số 3 Nalchik và làm việc 8 tháng tại chính nhà máy nơi cha mẹ ông công tác, năm 1976 theo học Đại học vật lý kỹ thuật Moskva (MIPT). Cho tới năm 1982 ông theo học tại khoa vật lý đại cương và ứng dụng tại MIPT và tốt nghiệp trường đại học này với điểm chung là xuất sắc (chỉ có một điểm khá trong văn bằng tốt nghiệp về môn kinh tế chính trị của chủ nghĩa xã hội). Năm 1987 ông nhận học vị phó tiến sĩ (candidat) toán lý tại Viện Vật lý chất rắn trực thuộc Viện Hàn lâm Khoa học Liên Xô (IPTT AN Liên Xô, nay thuộc Viện Hàn lâm Khoa học Nga) đặt ở Chernogolovka, 43 km về phía đông bắc Moskva.
Ông là cộng tác viên khoa học tại IPTT RAN, Đại học Nottingham, Đại học Bath, cũng như không lâu tại Đại học Copenhagen, trước khi trở thành giáo sư tại Đại học Radboud tại Nijmegen, và từ năm 2001 là tại Đại học Manchester. Tại thời điểm năm 2010 ông là giám đốc trung tâm mesoscience và công nghệ nano Manchester, cũng như lãnh đạo bộ phận vật lý vật chất ngưng tụ. Từ năm 2007 ông là hội viên nghiên cứu cao cấp của EPSRC. Ông cũng là giáo sư vật liệu mới và khoa học nano tại Đại học Radboud tại Nijmegen (Hà Lan) từ năm 2010.
Ông là tiến sĩ danh dự của Đại học Kỹ thuật Delft, Viện công nghệ Liên bang Thụy Sĩ tại Zurich và Đại học Antwerpen. Ông hiện đang giữ ghế "giáo sư Langworthy" (trong số những người được phong tặng có Ernest Rutherford (từ năm 1907 tới năm 1919), William Lawrence Bragg (từ 1919 tới 1937) và Patrick Blackett (từ 1937 tới 1953)).
Vợ ông là Irina Grigoryeva, là giáo sư vật lý trong lĩnh vực vật lý chất rắn tại Khoa Vật lý và Thiên văn, Đại học Manchester. Họ có một người con gái.

## Nghiên cứu khoa học

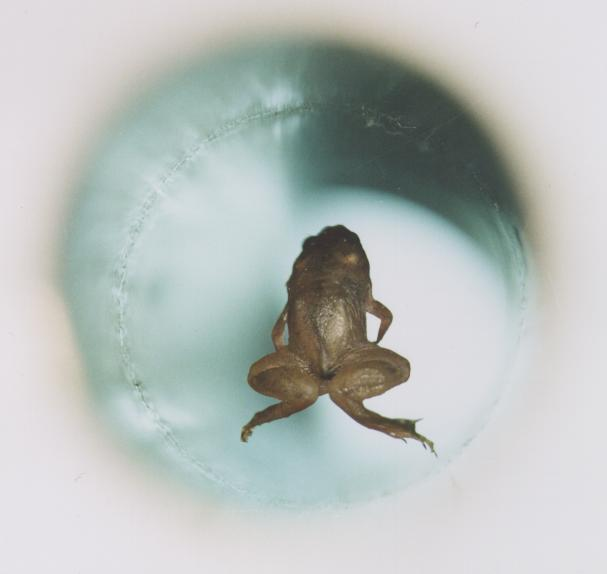
Con ếch bay trong thực nghiệm của A. Geim từ Đại học Nijmegen và M. Berry từ Đại học Bristol đã làm cho họ được trao giải Ig Nobel vật lý năm 2000. Mười năm sau, Geim đoạt giải Nobel Vật lý.

Năm 2010 cùng học trò của mình là K. S. Novoselov được trao giải Nobel Vật lý vì "các thí nghiệm đột phá với vật liệu hai chiều — graphen". Những người đoạt giải đã "chứng minh rằng cacbon đơn lớp có các tính chất đặc biệt, bắt nguồn từ thế giới diệu kỳ của vật lý lượng tử", như nhận xét của Ủy ban trao giải.
Trong số các thành tựu khác của ông có chất kết dính phỏng sinh học (bionics), sau này đã được biết đến dưới tên gọi băng dính tắc kè, cũng như các thực nghiệm với huyền phù nghịch từ, trong số đó có thực nghiệm "ếch bay", mà vì đó ông cùng Michael Berry từ Đại học Bristol đã được trao giải Ig Nobel vật lý năm 2000. Một điều thú vị khác là ông đã cùng con chuột nhảy (hamster) yêu quý của mình là Tisha là đồng tác giả của một bài báo về huyền phù nghịch từ, theo như Nature Nanotechnology (tháng 4 năm 2008, trang 179). Geim cũng là chuyên gia về vật lý trung mô và siêu dẫn.

## Giải thưởng
Ngoài giải Nobel vật lý năm 2010, năm 2007 Hội Vật lý Anh (Institute of Physics) đã trao giải Mott cho Geim "vì phát hiện của ông ra một lớp vật chất mới – các tinh thể hai chiều tồn tại tự do – cụ thể là graphen". Ông cũng chung giải EuroPhysics với K. S. Novoselov "cho phát hiện và cô lập một lớp nguyên tử cacbon đơn nhất tồn tại tự do (graphen) và làm sáng tỏ các thuộc tính điện đáng chú ý của nó". Tháng 5 năm 2007 ông được bầu làm Viện sĩ của Hiệp hội hoàng gia London . Năm 2009 ông nhận giải thưởng khoa học châu Âu là giải thưởng Körber. Năm 2010, Viện hàn lâm Khoa học quốc gia Hoa Kỳ trao Giải John J. Carty cho thăng tiến Khoa học "cho phát hiện và hiện thực hóa graphen, dạng hai chiều của cacbon, bằng thực nghiệm". Hội hoàng gia London cũng bổ sung huy chương Hughesl năm 2010 cho "phát hiện mang tính đột phá ra graphen và làm sáng tỏ các thuộc tính đáng chú ý của nó" của Geim.
Khi nhận được tin về giải Nobel, Geim phát biểu "Tôi vẫn ổn, tôi ngủ tốt. Tôi không nghĩ mình sẽ nhận giải Nobel năm nay". Ông cũng nói rằng các kế hoạch của ông không thay đổi – ông sẽ bắt tay trở lại làm việc và tiếp tục những bài báo nghiên cứu của mình. Geim phát biểu rằng ông hi vọng là graphen cùng các tinh thể hai chiều khác sẽ thay đổi cuộc sống thường nhật như các chất dẻo đã làm được đối với nhân loại.
Geim chia chung giải Ig Nobel năm 2000 với Michael Berry từ Đại học Bristol vì thực nghiệm ếch bay. Ông là người đầu tiên có cả giải Nobel lẫn giải Ig Nobel với tư cách cá nhân.